# Le Concierge aux pieds fous
Pour plus de détails, voir Fiche technique et Distribution.
Le Concierge aux pieds fous (Ο παπατρέχας (O papatréxas)) est un film grec réalisé par Erríkos Thalassinós et sorti en 1966.

## Synopsis
Polydoros (Thanasis Vengos) est concierge d'un immeuble d'habitation. Il passe son temps à courir pour satisfaire les exigences de tous les habitants. De plus, il doit marier ses neuf sœurs s'il veut pouvoir épouser lui-même la femme qu'il aime. Il doit faire vite car les neuf frères de sa dulcinée risquent de débarquer de Crète à tout moment. Tout finit cependant bien.

## Fiche technique
- Titre : Le Concierge aux pieds fous
- Titre original : Ο παπατρέχας (O papatréxas)
- Réalisation : Erríkos Thalassinós
- Scénario : Napoleon Eleftheriou
- Direction artistique : Giorgios Stergiou
- Décors :
- Costumes :
- Photographie : Pavlos Filippou
- Son : Tasos Venieris
- Montage : Pavlos Filippou
- Musique : Pavlos Filippou
- Production :  Th. V. Tainies Geliou (Thanassis Vengos Films pour rire)
- Pays d'origine :  Grèce
- Langue : grec
- Format :  Noir et blanc
- Genre : Comédie
- Durée : 87 minutes
- Dates de sortie : 1966

## Distribution
- Thanássis Véngos
- Souli Sampax (el)
- Maria Soldatou
- Iro Kyriakaki (el)
- Kia Bozou
- Katerina Yioulaki (en)
- Nitsa Marouda (el)
- Taïgéti (el)
- Frantzeska Alexandrou
- Níkos Férmas
- Takis Miliadis (en)
- Spyros Konstantopoulos (el)